# 布拉格平面

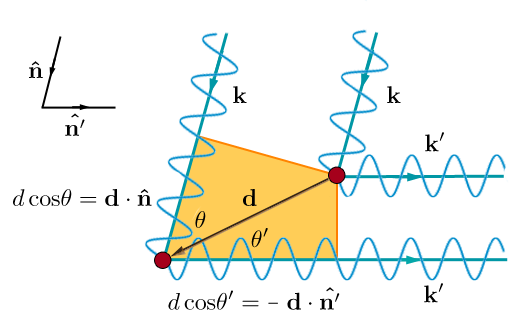
图1. 劳厄方程的光路图

在物理学中，布拉格平面（英語：Bragg plane）是指在倒易空间中垂直平分倒易矢量{\displaystyle \scriptstyle \mathbf {K} }的平面。布拉格平面被定义为X射线衍射晶体学中衍射峰的劳厄衍射条件的一部分。
根据图1.，入射的X射线的平面波方程为：
{\displaystyle e^{i\mathbf {k} \cdot \mathbf {r} }=\cos {(\mathbf {k} \cdot \mathbf {r} )}+i\sin {(\mathbf {k} \cdot \mathbf {r} )}}
其中{\displaystyle \mathbf {r} }为两个散射中心之间的位置矢量，{\displaystyle \scriptstyle \mathbf {k} }为入射波矢量：
{\displaystyle \mathbf {k} ={\frac {2\pi }{\lambda }}{\hat {n}}}，{\displaystyle \lambda }为光波长，{\displaystyle {\hat {n}}}为表示光传播方向的单位矢量。
布拉格方程是基于反射晶面是唯一的，且反射线方向也是唯一的假设条件推导得到；而劳厄方程仅假设光为单色光，并且每个散射中心都充当惠更斯原理所描述的次级小波源。每个散射波都会贡献一个新的平面波，如下所示：
{\displaystyle \mathbf {k^{\prime }} ={\frac {2\pi }{\lambda }}{\hat {n}}^{\prime }}
在反射波方向{\displaystyle \scriptstyle {\hat {n}}^{\prime }}发生相长干涉的条件是光程差为光波长{\displaystyle \scriptstyle \lambda }的整数倍：
{\displaystyle |\mathbf {d} |\cos {\theta }+|\mathbf {d} |\cos {\theta ^{\prime }}=\mathbf {d} \cdot \left({\hat {n}}-{\hat {n}}^{\prime }\right)=m\lambda }
其中{\displaystyle \scriptstyle m~\in ~\mathbb {Z} }. 把前面{\displaystyle \mathbf {k} }、{\displaystyle \mathbf {k^{\prime }} }表达式代入即可得到：
{\displaystyle \mathbf {d} \cdot \left(\mathbf {k} -\mathbf {k^{\prime }} \right)=2\pi m}
现在考虑晶体是一个散射中心阵列，即布拉维晶格中的每一个格点都是散射中心，

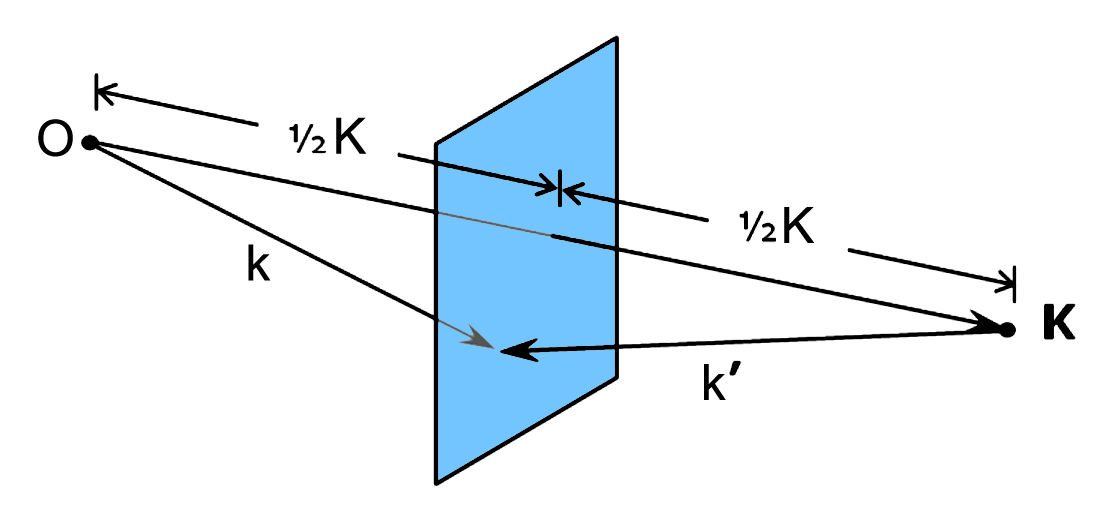
图2.蓝色即为布拉格平面, 其位置与倒易格矢K有关

选定其中一个散射中心设置为阵列的原点，以原点为起点到达某一个散射中心的格矢为{\displaystyle \scriptstyle \mathbf {R} }，则发生相长干涉的条件是：
{\displaystyle \mathbf {R} \cdot \left(\mathbf {k} -\mathbf {k^{\prime }} \right)=2\pi m}
写成指数形式是：
{\displaystyle e^{i\left(\mathbf {k} -\mathbf {k^{\prime }} \right)\cdot \mathbf {R} }=1}
根据该方程以及倒易矢量的定义，只有{\displaystyle \scriptstyle \mathbf {K} ~=~\mathbf {k} \,-\,\mathbf {k^{\prime }} }与倒易点阵中一个倒易矢重合时候，才会发生相长干涉。
因为{\displaystyle \scriptstyle \mathbf {k} } 和 {\displaystyle \scriptstyle \mathbf {k^{\prime }} }具有相同的大小（都为单位矢量，模长为1），所以如图2所示，所有复合相长干涉条件的入射波矢量{\displaystyle \scriptstyle \mathbf {k} }末端都位于一个平面上，且该平面垂直平分于倒易矢量{\displaystyle \scriptstyle \mathbf {R} }，该平面即为布拉格平面。